# Snipe-Zwischenfall
Koordinaten: 54° 57′ 15″ S, 67° 8′ 53″ W
| Beagle-Konflikt | Beagle-Konflikt                   |
| --------------- | --------------------------------- |
|                 |                                   |
| Hauptartikel:   | Beagle-Konflikt                   |
| 1881–1970:      | Beagle-Kartographie               |
| 1958:           | Snipe-Zwischenfall                |
| 1971–1977:      | Schiedsgericht im Beagle-Konflikt |
| 1977–1978:      | Direkte Verhandlungen             |
| 1978:           | Operation Soberanía               |
| 1979–1984:      | Päpstliche Vermittlung            |
| 1984:           | Freundschaftsvertrag 1984         |

Als Snipe-Zwischenfall wird die Auseinandersetzung um die Felseninsel Snipe zwischen Chile und Argentinien im Jahr 1958 bezeichnet.
Die Insel befindet sich mitten im Beagle-Kanal in der Nähe der Inseln Picton, Navarino und Isla Grande de Tierra del Fuego.

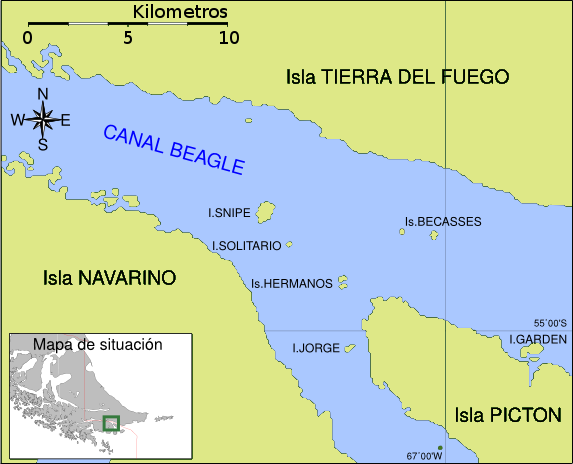
Die Snipe-Insel im Beagle-Kanal

## Der Streit

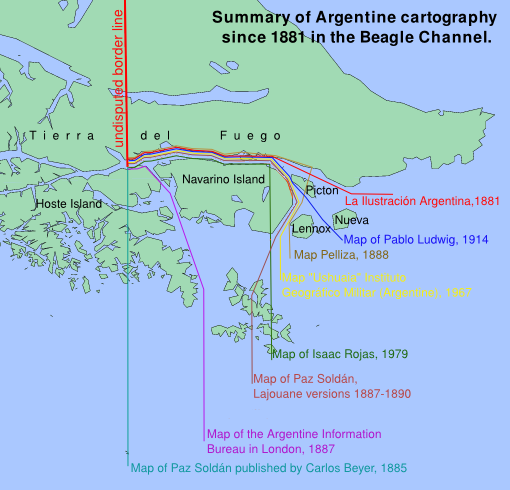
Die argentinischen Interpretationen des Grenzvertrags von 1881 (siehe Beagle-Kartographie ab 1881)

Chile und Argentinien befanden sich in einem Konflikt um Souveränitätsrechte über die Zone südlich des Beagle-Kanals (siehe Beagle-Kartographie ab 1881), wobei der Snipe-Felsen von beiden Ländern beansprucht wurde.
1881 unterzeichneten Chile und Argentinien einen definitiven Grenzvertrag. Argentinien erkannte die Inseln Picton, Nueva und Lennox sowie die Inseln am Kap Hoorn als chilenisches Gebiet an. Bis etwa 1888 erschienen in Argentinien nur Landkarten mit den genannten Inseln als chilenisches Gebiet (ausgenommen die Karten, die von dem internationalen Schiedsgericht im Beagle-Konflikt als „exzentrisch“ oder „vertragsfremd“ gekennzeichnet wurden). Ab 1889 wurden in Argentinien allmählich Karten publiziert, die eine abweichende Grenze zeigten. Trotzdem hatte Argentinien seitdem keine klare neue Interpretation des Grenzvertrages von 1881 am Beagle-Kanal. Das Bild rechts zeigt neun verschiedene argentinische Interpretationen des Grenzvertrags von 1881 bis 1982.
Chile vertrat immer eine einzige Interpretation, die seit 1984 wieder (wie von 1881 bis 1888) auch von Argentinien anerkannt wird. Die chilenische Interpretation ist auf der rechts gezeigten Karte die rote Linie, gekennzeichnet mit „La Ilustración Argentina, 1881“.
Auch über die Ortsnamen gab es dementsprechend keine Einigkeit: Chile nannte die Gewässer um den Felsen „Beagle-Kanal“, Argentinien nannte sie „Moat-Kanal“ mit der Begründung, der Beagle-Kanal biege zwischen den Inseln Navarino und Picton nach Süden ab, so dass alle östlicheren Inseln nicht mehr „südlich des Beagle-Kanals“ lägen und dem Grenzvertrag vom 1881 entsprechend Argentinien zugesprochen worden seien.
Der Streit verursachte mehrere Zwischenfälle, unter anderem den „Ballenita“-Fall im Juli 1967, den „Cruz del Sur“-Fall im August 1967, den „Quidora“-Fall im November 1967 und den „USS-South Wind“-Fall im Februar 1968. Der gravierendste war der Snipe-Zwischenfall von 1958.

## Der Zwischenfall
Am 12. Januar 1958 errichtete die Mannschaft des chilenischen Truppentransporters „Milcavi“ einen Leuchtturm auf dem Felsen, am 1. Mai 1958 wurde das Leuchtfeuer installiert, der Leuchtturm eingeweiht und die entsprechende internationale Benachrichtigung herausgegeben.
1977, während der „Jornadas del Canal Beagle y Atlántico sur“, einer von Isaac Rojas mitorganisierten Konferenzreihe, um von argentinischer Seite eine Ablehnung des international bindenden Schiedsgerichtsurteils zu erwirken, berichtete Isaac Rojas der Versammlung von seinen Erinnerungen an die Tage des Zwischenfalls:

„Cuando fui informado del ilegítimo acto posesorio llevado a cabo por Chile, […] resolví de inmediato, como Comandante de Operaciones Navales, aconsejar una contramedida enérgica. … Yo, en persona, llevé a Ushuaia una baliza luminosa, la que en la segunda quincena de abril fue instalada en el islote Snipe en lugar de la señal chilena violadora del statu quo.“

„Als ich vom Vollzug des illegitimen chilenischen Aktes informiert wurde, […] entschloss ich mich sofort, als Kommandant der Seeoperationen, der Regierung energische Gegenmaßnahmen zu empfehlen. … Ich persönlich brachte ein Leuchtfeuer nach Ushuaia, das in der zweiten Aprilhälfte auf Snipe installiert wurde, anstelle des chilenischen Leuchtturmes, der den „Status quo“ verletzte.“

Vor der Aufstellung ihres Leuchtturms baute die Besatzung der argentinischen Guaraní den chilenischen ab und warf ihn ins Meer.
Am 11. Mai 1958 baute die Crew des chilenischen Patrouillenboots Lientur wiederum den argentinischen Leuchtturm ab, verlud die Teile und fuhr zurück nach Puerto Williams. Am 15. Mai barg die Mannschaft der Lientur den chilenischen Leuchtturm aus dem Wasser und brachte ihn ebenfalls nach Puerto Williams.

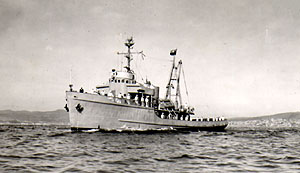
Das Patrouillenboot Lientur der chilenischen Marine

Am 8. Juni 1958 installierte die Mannschaft des Lientur wieder einen Leuchtturm auf dem Felsen.
Am 9. Juni beschoss der argentinische Zerstörer „ARA San Juan“ den Felsen, zerstörte den zweiten chilenischen Leuchtturm und landete danach eine Abteilung Marineinfanterie mit der Absicht an, dort zu bleiben bis Chile die argentinischen Rechte an der Insel anerkennt.
Trotz des militärischen Aufmarsches auf beiden Seiten entspannte sich die Situation nach direkten politischen Verhandlungen zwischen den Regierungen und wurde am 17. August entschärft. Man einigte sich darauf, keinen Leuchtturm auf dem Felsen zu bauen und die argentinische Marineinfanterie verließ den Felsen wieder.

## Folgen
1958 konnte ein offener Krieg vermieden werden, aber der Konflikt bestand weiter und führte 20 Jahre später an den Rand eines Krieges. 1978, nachdem ein internationales Gericht die umstrittenen Inseln Chile zusprach, startete Argentinien die Operation Soberanía, um die Inseln südlich des Beagle-Kanals militärisch zu besetzen.

### Wirtschaftlich
Fortan, wie vor dem Zwischenfall, konnten weder Chile noch Argentinien die Inseln besiedeln oder nutzen, denn durch den Zwischenfall konnte Argentinien diese Inseln als „umstrittenes Territorium“ durchsetzen.

### Diplomatisch
Im Dezember 1967, zehn Jahre später, als Folge der Anhäufung von Zwischenfällen, brachte die chilenische Regierung, unter Eduardo Frei Montalva den Fall vor den (vorgesehenen) britischen Schiedsrichter, zuerst einseitig und später gemeinsam mit Argentinien.

### Militärisch
Um der materiell besser ausgestatteten argentinischen Marine entgegenzuwirken, verabschiedete die chilenische Regierung im Oktober 1958, nur wenige Tage vor dem verfassungsmäßigen Ausscheiden der Regierung Ibañez, das später sehr umstrittene Gesetz 13.196, „Ley Reservada del Cobre“, in dem ein Teil der Gewinne aus dem Kupferabbau ohne Aufsicht durchs Parlament für Waffenkäufe vorgesehen wird.
Um ein erneutes Fait accompli im Voraus zu vermeiden, besetzte das chilenische Militär 1978 die Inseln vor, während und nach der „Operation Soberanía“.

## Heute
Der Snipe-Felsen ist heute international anerkanntes chilenisches Staatsgebiet. Es steht auch wieder ein Leuchtturm auf dem Felsen.